# Sente a Conexão
"Sente a Conexão" é uma canção gravada pela cantor e drag queen brasileiro Pabllo Vittar com o cantor MC Kekel para a marca de creme dental Colgate, lançada em 30 de agosto de 2019 pela Sony Music.

## Composição
Sente a Conexão foi composta pelas intérpretes em conjunto com Arthur Marques, Maffalda, Rodrigo Gorky, Pablo Bispo e Zebu.

## Vídeo musical
O clipe foi gravado em 20 de agosto de 2019.  O vídeo clipe foi lançado em 10 de setembro de 2019  que se passa num escritório, ambiente que deveria ser todo em cinza. Apesar disso, a produção da KondZilla , com o patrocínio de uma marca de enxaguante bucal, decidiu levar cores vibrantes. Segundo o diretor do canal, Kaique Alves, o figurino colorido foi pensado para fazer um contraponto e ao cinza de um call center. 

## Histórico de lançamento
| Região | Data                 | Formato                    | Gravadora         | Ref.  |
| ------ | -------------------- | -------------------------- | ----------------- | ----- |
| Mundo  | 30 de agosto de 2019 | Download digital streaming | Sony Music Brasil | [ 7 ] |